# Bengt Danielsson
Bengt Danielsson (Krokek, 6 de julio de 1921 - Estocolmo, 4 de julio de 1997) fue un explorador, antropólogo y escritor sueco, miembro de la tripulación de la expedición en balsa Kon-tiki, la cual tuvo como recorrido  el océano Pacífico desde el Perú hasta la Polinesia Francesa en el año de 1947. 
En 1991 recibió el premio Right Livelihood Award por "exponer los trágicos resultados del colonialismo nuclear francés y defender su fin".